# Lijn 2 (Rodalies Barcelona)
Rodalies Barcelona lijn 2 (R2) is een stoptrein van spoormaatschappij Renfe Operadora, en maakt deel uit van de Rodalies Barcelona in de metropool Barcelona, Catalonië, Spanje. De lijn staat tussen de zuidelijke terminus Sant Vicenç de Calders in de gemeente El Vendrell en Barcelona bekend als Kustlijn (in Catalaans línia de la costa), ten noorden van Barcelona is die titel weggelegd voor lijn 1. Door de bouwwerkzaamheden aan de AVE bij de stations Sant Andreu Comtal en Sagrera is lijn 10 vervangen door lijn 2 en er zijn daardoor 3 takken van lijn 2 gecreëerd: lijn 2, lijn 2 noord en lijn 2 zuid.

Veranderingen aan R10 en R2 sinds 31 januari 2009.